# فيلانيوفا دي لا باركا
بلدية بيلانيوبا دي لا باركا (بالكاتالانية: Vilanova de la Barca) هي بلدية صغيرة تقع في قطلونيا في إسبانيا.

## السكان
| السنة      | 1900 | 1930 | 1950 | 1970 | 1986 | 2007 |
| ---------- | ---- | ---- | ---- | ---- | ---- | ---- |
| عدد السكان | 779  | 878  | 1030 | 976  | 871  | 1105 |

## وصلات خارجية
- Official website (بالكتالونية)
- Information - Generalitat de Catalunya (بالكتالونية)
- Statistical information - Institut d'Estadística de Catalunya (بالكتالونية)